# Klabava (hrad)
Klabava (též Hrádek nad Klabavou, nebo Hrádek u Ejpovic, či Starý zámek) je zřícenina hradu, který stával nad řekou Klabavou u Ejpovic v okrese Rokycany. Nachází se na levé straně údolí řeky Klabavy v nadmořské výšce 360 metrů.

## Historie
Hrad vznikl před rokem 1331, kdy jej koupil plzeňský měšťan Konrád z Dobřan. Po něm jsou až v roce 1375 zmiňováni ejpovičtí vladykové Štěpán a Zifrid. Jméno Zifrid je počeštěnou formou německého Siegfried používaného často pány ze Švamberka, ale vzhledem ke genealogickým nejasnostem není jisté, zda byl příslušníkem jejich rodu.
V roce 1379 hrad vlastnil Ctibor ze Švamberka, který je prvním jistým členem ejpovické větve rodu. Po něm hrad zdědil syn Beneš ze Švamberka. Beneš býval kanovníkem u svatovítské kapituly, ale církevní dráhu opustil. Oženil se s jakousi Dorotou a k jeho majetku od roku 1383 patřily Těnovice. Zemřel před rokem 1408 a panství pak přešlo na jeho bratry Václava Ťaváka a Jindřicha Labutě, kteří museli uspokojit nároky vdovy Doroty. Jindřich Labutě na hradě sídlil ještě v roce 1414. Oba bratři zastávali funkce purkrabích na hradech v Rokycanech, Kuglvajtu nebo v Písku. Jindřichovou smrtí okolo roku 1430 vymřela ejpovická větev pánů ze Švamberka.
Po Švambercích hrad patřil Bozděchovi ze Šťáhlav, zakladateli rodu Vejpovských ze Šťáhlav. Po něm následoval Mareš ze Šťáhlav (někdy také z Ejpovic), jehož finanční situaci ilustruje nutnost zastavit osobní zbroj u jakéhosi žida v Plzni. Historické prameny jej uvádí naposledy roku 1460. Jeho nástupcem se stal Jan ze Šťáhlav a Ejpovic připomínaný jako svědek v roce 1477, který Ejpovice prodal a později vlastnil malý statek v později zaniklé vsi Levči. Hrad potom patřil Staňkovi z Pavlovic a jeho manželce Elišce z Dražkovic. Dalším majitelem hradu se stal Ondřej z Roudné zmiňovaný roku 1520 a po něm bratři Purkart, Kryštof a Václav Točníkové z Křimic. V té době už hrad nejspíše nebyl obýván, a když po Purkartově smrti zbývající bratři roku 1537 statek prodávali, byl hrad označen jako „Hrádek dvůr poplužný pustý“. Naposledy byl hrad v roce 1591 označen jako pustý zámeček.

## Popis
Malý hrad stával na ostrohu nad řekou Klabavou. Jeho hlavní stavbou byla obytná věž (donjon), jejíž zdivo se částečně dochovalo. František Alexandr Heber na rytině z roku 1844 zachytil rozsáhlé zbytky zdiva s kapsami po trámech. Roku 1861 byla část hradiště zničena výstavbou železniční trati Praha–Plzeň. Svými rozměry a jednoduchostí se hrad blížil soudobým tvrzím.